# アイラ・ニューボーン
アイラ・ニューボーン（Ira Newborn、1949年12月26日 - ）は、アメリカ合衆国の作曲家。ニューヨーク出身。
主に映画音楽を手掛け、ジョン・ヒューズやデヴィッド・ザッカー監督のコメディ映画の音楽を多く手掛けている。ニューヨーク大学の非常勤教授も勤めている。

## 主な作曲作品
- 恋のドラッグストア・ナイト All Night Long（1981年）
- フライング・コップ 知能指数0分署 Police Squad!（1982年）テレビドラマ、6話分
- すてきな片想い Sixteen Candles（1984年）
- 眠れぬ夜のために Into the Night（1985年）
- ときめきサイエンス Weird Science（1985年）
- フェリスはある朝突然に Ferris Bueller's Day Off（1986年）
- ドラグネット 正義一直線 Dragnet（1987年）
- アメリカン・パロディ・シアター Amazon Women on the Moon（1987年）
- 大災難P.T.A. Planes, Trains & Automobiles（1987年）
- ボールズ・ボールズ2/成金ゴルフマッチ Caddyshack II（1988年）
- 裸の銃を持つ男 The Naked Gun: From the Files of Police Squad!（1988年）
- ベスト・コップ Collision Course（1989年）
- おじさんに気をつけろ! Uncle Buck（1989年）
- 天国に行けないパパ Short Time（1990年）
- マイ・ブルー・ヘブン My Blue Heaven（1990年）
- 裸の銃を持つ男 PART2 1/2 1991The Naked Gun 2½: The Smell of Fear（1991年）
- 大錯乱 Brain Donors（1992年）
- イノセント・ブラッド Innocent Blood（1992年）
- エース・ベンチュラ Ace Ventura: Pet Detective（1994年）
- 裸の銃を持つ男 PART33 1/3 最後の侮辱 Naked Gun 33 1/3: The Final Insult（1994年）
- ザ・ジャーキー・ボーイズ/いたずら電話大作戦 The Jerky Boys: The Movie（1995年）
- モール・ラッツ Mallrats（1995年）
- トークショー The Late Shift（1996年）テレビ映画
- ハイスクール・ハイ High School High（1996年）
- ベースケットボール/裸の球を持つ男 BASEketball（1998年）
- エンジェルス/ マウンドに降りた天使 Angels in the Infield（2000年）テレビ映画